# ابراهیم مواهبی
ابراهیم مواهبی (؟ -۱۵۰۲) صوفی و شاعر عرفانی مصری بود. نام و نسب او «ابوالطیب برهان‌الدین ابراهیم بن محمود بن احمد مَواهِبی» ذکر شده‌است. سه سال مجاور مکه بود. شیخ او در تصوف، ابوالمواهب محمد تونسی بود؛ از این رو به مواهبی شهرت یافت.

## آثار
- أحکام الحکم
- شرح رسالة السنوسیة
- دیوان اشعارش